# Goran Milanko
Goran Milanko és un exfutbolista croat, nascut a Split el 30 d'octubre de 1968. Ocupava la posició de migcampista i va començar a destacar a l'Hajduk Split. Posteriorment va jugar a la competició espanyola, alemanya i israeliana.